# Hambruna irlandesa de 1740-41
La hambruna irlandesa de 1740-41 (en gaélico, Bliain an Áir, que podría traducirse como "El año de la matanza") tuvo una magnitud posiblemente similar a la hambruna de 1845-49. A diferencia de esta última, cuyas causas fueron, por un lado, una infección por hongos de la cosecha de patata y, por otro, la aplicación de medidas económicas por parte de Inglaterra que agravaron la situación; la hambruna de 1740-41 se debió a una climatología en la que se combinó el frío extremo y la humedad, afectando no sólo a las cosechas, sino también al ganado, la pesca y los abastecimientos de todo tipo. Esta climatología desfavorable afectó a toda Europa y hoy en día es vista como el último episodio de la Pequeña Edad de Hielo.

## Irlanda en 1740
En 1740, Irlanda contaba con 2.4 millones de habitantes aproximadamente. La mayoría de ellos dependían del cereal para su alimentación, principalmente avena, aunque también trigo, cebada y centeno. Estos cereales, junto con la patata, constituían la dieta básica. Muchas personas sobrevivían únicamente a base de gachas de avena, suero de leche y patatas. Dependiendo del lugar y las posibilidades económicas, algunos complementaban esa dieta con pescado, especialmente arenques, y piezas de caza menor, principalmente pato salvaje.

La protección social se prestaba básicamente en las parroquias o, en menor medida, en los ayuntamientos. No existía ninguna organización a nivel superior al municipal.

## Causas y primeros efectos
"The Great Frost" (“La gran helada”), fue un fenómeno de frío extraordinariamente intenso que se desarrolló en el Reino de Irlanda y en el resto de Europa entre diciembre de 1739 y septiembre de 1741, tras una década de inviernos relativamente templados. Fue acompañado de fuertes vientos, que aumentaron los efectos del frío hasta límites “muy alejados de los experimentados por la población irlandesa”.
No han llegado hasta nosotros datos de temperaturas de Irlanda, pero sí de la vecina Inglaterra. El termómetro había sido inventado 25 años antes por Daniel Gabriel Fahrenheit. Tenemos lecturas hechas por ciudadanos ingleses en el interior de sus viviendas en enero de 1740 de 10 °F (-12 °C) y en el exterior de -32 °F (-35 °C).
La situación en enero de 1740 era dramática, con vientos de gran intensidad. Apenas nevaba, pues Irlanda se encontraba sometida a un sistema estable de altas presiones que afectaba a casi toda Europa, desde Escandinavia y Rusia al norte de Italia. Los ríos y lagos se congelaron, y los peces murieron.
La gente que vivía en el campo se encontraba en mejores condiciones que los habitantes de las ciudades, pues mientras los primeros apilaban hierba contra sus viviendas como aislamiento, los segundos, especialmente los más pobres, que alquilaban sótanos y áticos, estaban más expuestos a las bajas temperaturas.
Habitualmente llegaban cargamentos de carbón desde Cumbria y el sur de Gales hasta los puertos del este y sureste de Irlanda. Debido al hielo, los muelles quedaron inaccesibles y muchas instalaciones portuarias inutilizables. En enero de 1740 el tráfico marítimo a través del Mar de Irlanda se redujo al mínimo, y los precios del carbón aumentaron. La situación llevó a la gente a cortar setos, árboles e incluso plantas de los viveros alrededor de Dublín para obtener combustible.
El hielo también paralizó los molinos que, movidos por agua, abastecían a las ciudades no sólo de harina, sino también de hilo para los tejedores y de pulpa para las imprentas. Como consecuencia, muchos empleos se perdieron y la producción de alimentos se vio afectada. También dejaron de alimentarse las lámparas que alumbraban las calles de Dublín por la noche, sumiendo la ciudad en la oscuridad.

## Situación social

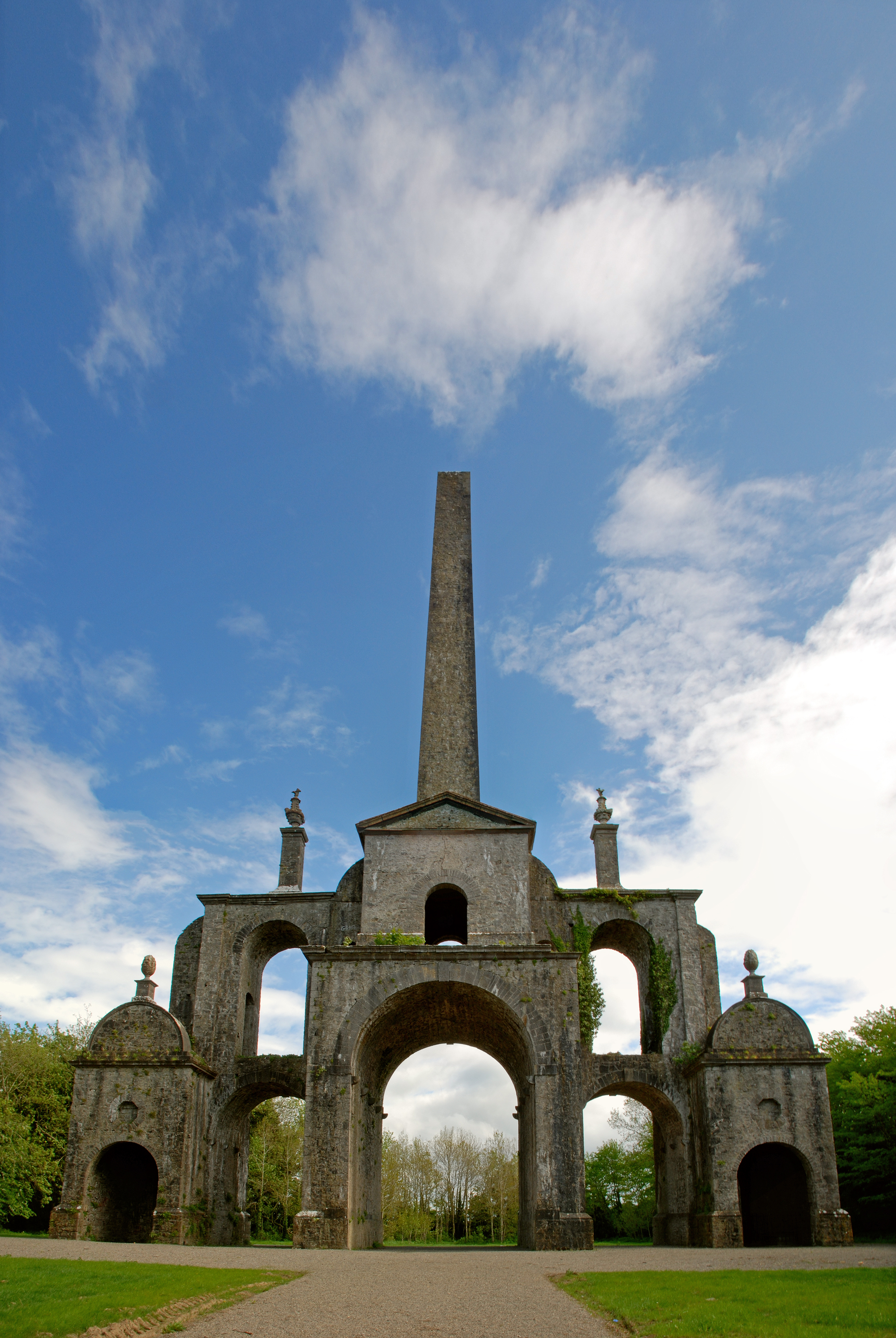
The Conolly Folly, 1740

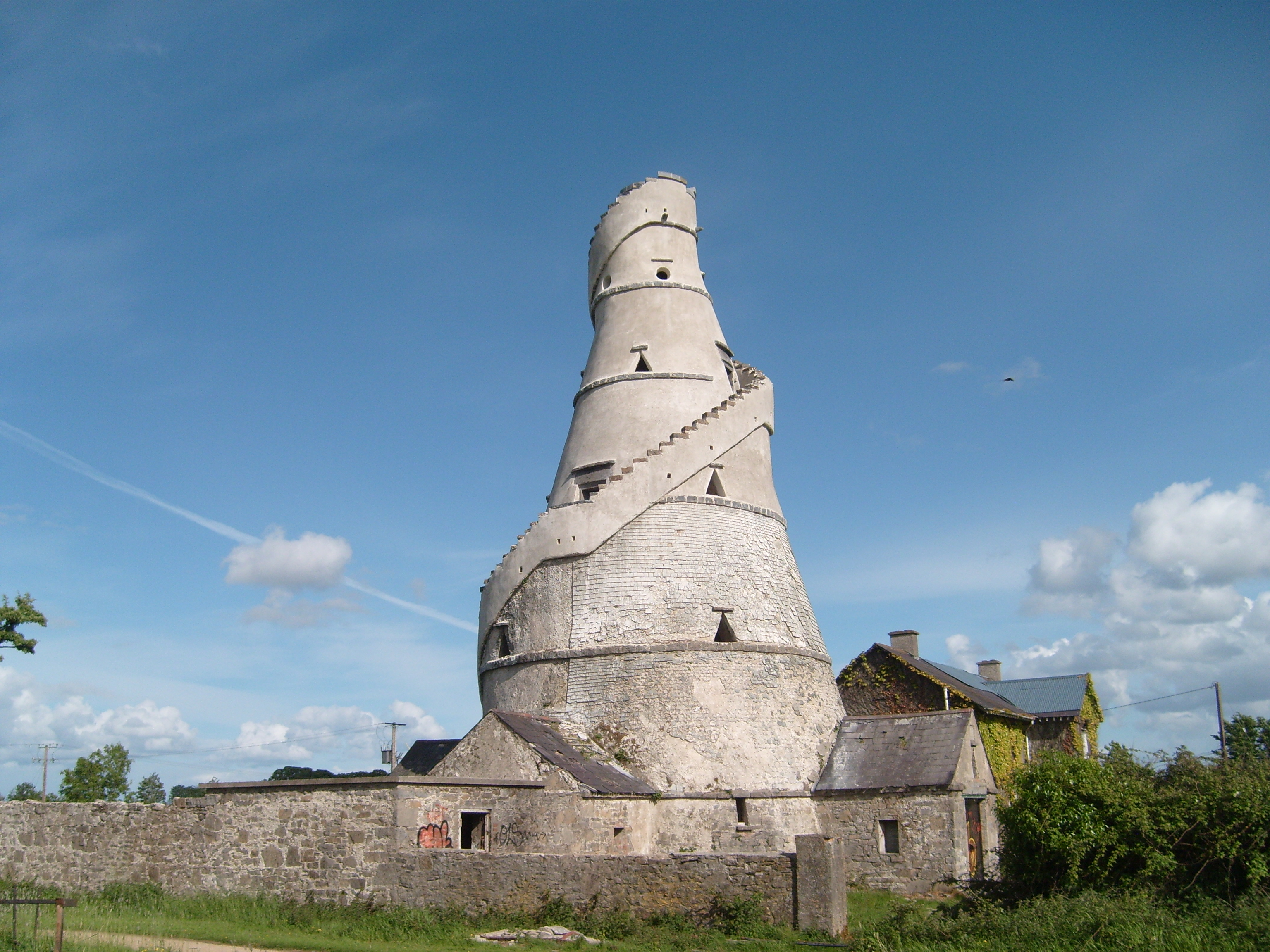
The Wonderful Barn, 1743

Según Dickson “los desastres naturales ponen a prueba las estructuras administrativas y las redes sociales de cualquier sociedad”, e Irlanda, en 1740 “en comparación con los estándares de Europa occidental, tenía un débil gobierno, era materialmente pobre y estaba socialmente polarizada.”
La clase gobernante que poseía la tierra era protestante, y desconfiaba de la mayoría rural católica por su escasa lealtad y su “aparente falta de entusiasmo por las innovaciones en las explotaciones agrarias, que prometían aumentar el valor de las propiedades.”
Sin embargo, los gobernantes locales, en su mayoría grandes comerciantes y miembros de la alta burguesía y pequeña nobleza protestante, prestaron atención a la situación de los artesanos rurales y pequeños comerciantes, de cuya influencia en la economía los propietarios de tierras dependían.
Los propietarios comenzaron a suplir la escasez de materiales combustibles y alimentos tras dos semanas de helada. El clero de la Iglesia de Irlanda solicitó donaciones, que las parroquias distribuyeron. En total fueron distribuidas 80 toneladas de carbón y 10 toneladas de alimentos a partir de la cuarta semana de helada.[cita requerida]
El Duque de Devonshire, representante del gobierno, prohibió, el 19 de enero de 1740, la exportación de grano fuera de Irlanda, con la excepción del destinado a otras partes del Reino Unido. Era una medida sin precedentes que tuvo resultados positivos. Fue tomada a petición de la municipalidad de Cork, donde aún estaban frescos en la memoria los sucesos ocurridos once años antes, en los que cuatro personas murieron en motines ocurridos por la escasez de alimentos.
La escasez condujo a la carestía y, además de consecuencias demográficas (morbilidad y mortalidad ), desencadenó todo tipo de conflictos sociales e incrementó la criminalidad. Se produjeron brotes de infanticidio.
En Celbridge, Condado de Kildare, se erigió en 1740 el llamado Conolly Folly, a iniciativa de Catherine Conolly, viuda de William Conolly para dar trabajo a desempleados. En 1743 también ordenó la construcción del cercano The Wonderful Barn destinado a almacén de comida en previsión de futuras hambrunas.

## El deterioro de la situación
La gran helada afectó a las cosechas de patata. La patata y la avena eran los alimentos básicos de la Irlanda rural. Las patatas dejadas como simientes el otoño anterior (1739) se congelaron, quedando inutilizadas. “Richard Purcell, testigo de la crisis en el entorno rural, escribió en febrero de 1740 que, si no hubiera sido por la helada, hubiera habido en su distrito suficientes patatas para alimentar a toda la población de Irlanda hasta agosto. “Pero tanto raíces como tallos...están destruidos en todas partes”, salvo “unas pocas que fueron almacenadas”. Esta interrupción del ciclo agrícola agravó la situación cuando llegó de nuevo el invierno en 1740.
En la primavera de 1740 las temperaturas subieron por encima de cero grados, si bien se mantuvieron más bajas de lo normal y, sobre todo, las esperadas lluvias no se produjeron. En su lugar siguió soplando viento del norte. La sequía acabó con la vida de los animales del campo, en especial ovejas en la región de Connacht, al noroeste, y vacas en el sur.
A finales de abril también quedaron destruidas la mayoría de las cosechas de trigo y cebada en las granjas. El cereal era tan escaso que la Iglesia católica irlandesa permitió comer carne cuatro días por semana durante la Cuaresma. Los precios del cereal aumentaron. Una consecuencia de ello fue que los panes a la venta no vieron aumentado su precio, sino que disminuyó su tamaño. Según Dickson el aumento del precio del trigo, avena y cebada no reflejaba la situación de los abastecimientos, sino la evaluación de los intermediarios sobre cómo estaría la situación en el futuro inmediato.
En el verano de 1740 el frío había diezmado la producción de patata y la sequía había hecho lo propio con la de cereal y con los rebaños de vacuno y ovino. La población rural, hambrienta, se dirigió en masa a las ciudades, mejor abastecidas. Así ocurrió en Cork, al sur, donde los mendigos llenaban las calles a mitad de junio de 1740.

## Disturbios
El aumento de los precios de los alimentos dio finalmente lugar a desórdenes, como temían las autoridades municipales. La gente hambrienta descargó su ira contra los comerciantes de alimentos, en especial de grano, y los panaderos, atacando mercados y almacenes.
El primer disturbio estalló en Drogheda, al norte de Dublín, a mediados de abril de 1740. Un grupo de ciudadanos abordó un barco cargado con avena con destino a Escocia. Le quitaron el timón y las velas. Para evitar más incidentes, las autoridades de Drogheda, así como las de Cork, prohibieron la salida de alimentos hacia Escocia.
Pero a finales de mayo estallaron disturbios en Dublín, cuando la gente creyó que los panaderos se resistían a hacer pan. Irrumpieron en sus tiendas en fin de semana y comenzaron a vender pan, dándole el dinero a los panaderos. Otra gente simplemente se apropió del pan. Al tercer día (lunes), la muchedumbre asaltó los molinos cercanos a la ciudad y vendieron la harina a precios menores que el de mercado. Tropas del ejército intentaron restablecer el orden, matando a varios asaltantes. Las autoridades trataron de perseguir a los acaparadores del grano y supervisar los mercados de alimentos, pero los precios se mantuvieron obstinadamente altos durante todo el verano.
Situaciones similares se vivieron en distintas ciudades de Irlanda durante el verano de 1740. La situación internacional empeoró las cosas, pues barcos españoles capturaron buques con grano destinado a Irlanda. Las principales exportaciones de Irlanda (tejidos, carne de buey y mantequilla) sufrieron a consecuencia del conflicto con España.

## El otoño de 1740
La cosecha del otoño de 1740 comenzó y, aunque exigua, dio lugar a un descenso de los precios. El ganado experimentó una leve recuperación, salvo en las zonas de producción láctea. En ellas habían nacido un tercio menos de terneros por la debilidad de los animales, lo que significaba menos leche y menos mantequilla.
Para empeorar las cosas, a finales de octubre la costa este sufrió una serie de ventiscas de nieve, que se repitieron durante noviembre. El 9 de diciembre un frente de lluvias provocó inundaciones generalizadas. Al día siguiente las temperaturas bajaron considerablemente, nevó y los ríos y lagos se helaron. Esta ola de frío duró unos diez días. Tras ella, las temperaturas subieron de nuevo. El rio Liffey, que atraviesa Dublín, arrastró grandes trozos de hielo, que volcaron las embarcaciones pequeñas y provocaron la rotura de los amarres de las grandes.
El extraño otoño de 1740 provocó un nuevo ascenso de los precios. Los precios de la harina en Dublín el 20 de diciembre alcanzaban máximos históricos. La situación motivó a la gente que almacenaba alimentos a conservarlos. La escasez produjo nuevos disturbios, y todo hacía pensar que la hambruna y las epidemias se generalizarían.

## La vuelta del buen tiempo
La cosecha del otoño de 1741 fue relativamente buena. Esto, junto con la llegada de cinco barcos cargados con grano al puerto de Galway, presumiblemente de América, constituyó el fin de la crisis alimentaria.

## Balance de pérdidas
Existe poca documentación acerca del número de fallecimientos durante la “Gran helada”, si bien los cementerios proporcionan información sobre los enterramientos. Sabemos que la mortalidad se triplicó en enero y febrero de 1740 con respecto a las cifras normales de años anteriores, y el número de enterramientos durante los 21 meses que duró la crisis fueron un 50% mayor que en períodos previos similares. Algunos investigadores estiman que alrededor del 38% de la población irlandesa, unos 2.4 millones entonces, habría fallecido durante la crisis.